# Colo Vale
Colo Vale est un village australien situé dans le comté de Wingecarribee en Nouvelle-Galles du Sud, à 125 km au sud-ouest de Sydney. En 2016, la population s'élevait à 1 618 habitants.